# Dino Baggio
Dino Baggio  (Camposampiero, 1971. július 24. –) korábbi olasz válogatott labdarúgó, középpályás.
Roberto Baggióval csak a nevük egyezik, nincs köztük rokoni kapcsolat.

## Pályafutása
Tizenhárom évesen fedezte fel őt a Torino egy játékosmegfigyelője, majd öt évig a „Granata” utánpótláscsapataiban pallérozódott. 1989-ben mutatkozhatott be a felnőttcsapatban, és egy ideig párhuzamosan játszott itt és az ifiegyüttesben. Első meccsét a Lazio ellen játszotta, és gyorsan beverekedte magát a kezdőcsapatba is. Gyorsan kiderült legfőbb erénye, a kitartás, és Torinóban, majd többi állomáshelyén is bevetették több poszton, nem csak eredeti szerepkörében, védekező középpályásként. A Torinóval 1990-ben megnyerte a másodosztályt, egy évvel később pedig a Mitropa kupát. 1991-ben az Internazionaléhoz került kölcsönben, ahol huszonhét meccsen egy gólt szerzett.
Az 1992-93-as szezont már a Juventusnál kezdte meg, és hamar jó barátságba került névrokonával, Roberto Baggióval, ezenkívül a pályán is nagyon jól együtt tudtak működni. Mivel előtte a városi riválisnál is játszott, a Juve szurkolói eleinte nem fogadták őt egyöntetűen pozitívan, azonban szolid, kiegyensúlyozott játékával gyorsan meggyőzte a híveket. 1993-ban megnyerte az UEFA-kupát, amelynek döntőjében pályafutása talán legjobb két találkozóját játszotta. A döntő első felvonásán egy, a másodikon két gólt szerzett, ezzel a „zebrák” magabiztos, 6-1-es összesítéssel múlták fölül a Borussia Dortmundot.
A Juventusban és az 1994-es vb-n nyújtott jó teljesítménye miatt az 1994-95-ös idény előtt a Parma megpróbálta leigazolni Baggiót. Baggio eleinte visszautasította a Parma ajánlatait, és a Juventus is hajlott arra, hogy megtartsa őt. Sokáig úgy nézett ki, hogy a fiatal Alessandro Del Piero kerül Parmába, azonban végül Baggio meggondolta magát, és a két csapat nyélbe üthette az üzletet. A Parmánál rögtön első idényében UEFA-kupa-győztesnek mondhatta magát. Ebben a döntőben is betalált, ahol az ellenfél ezúttal Baggio korábbi csapata, a Juventus volt. Az odavágón, hazai pályán ő szerezte a győztes gólt, míg a visszavágón a Parma neki köszönhetően egyenlített Gianluca Vialli vezető találata után. Ezzel az újabb két góllal Baggio már öt gólnál járt az UEFA-kupa-finálékban. Az európai sikerek ellenére a bajnokságban nem sikerült maradandót alkotni sem Alberto Malesani, sem Carlo Ancelotti irányítása alatt. A legjobb eredmény ebben az időszakban egy második hely volt, melyet Ancelotti edzősködése idején ért el a Parma.
Az 1998–1999-es UEFA-kupa során egy súlyos sérülés elszenvedője volt, miután a Wisła Kraków ellen egy lengyel huligán késsel fejen találta őt. Ennek eredményeként a krakkóiakat egy évre eltiltották a nemzetközi kupaszerepléstől. A szezon végén ismét sikerült elhódítania a kupát, valamint megnyerte a Parmával a Coppa Italiát és a szuperkupát is, előbbit a Fiorentina, utóbbit a bajnok Milan ellen. A következő évadban is maradt Parmában, és hozzásegítette a gárdát egy negyedik helyhez. Kis híján a BL-selejtezős hely is összejött, az Inter csak playoffban bizonyult jobbnak. Baggio legemlékezetesebb megnyilvánulása ebben az idényben egy durva sportszerűtlenség volt. A Juventus elleni bajnokin elkövetett egy szabálytalanságot Gianluca Zambrotta kárára, amiért a játékvezető Stefano Farina egyből piros lappal kiállította. A döntést nehezményező Baggio ezután egy pénzre utaló gesztust tett a bíró felé, vagyis hogy tulajdonképpen eladta az összecsapást, valamint a pályára köpött. Ezek miatt saját klubja kétmeccses eltiltással és húszmilliós bírsággal sújtotta. A szövetség elnöke, Luciano Nizzola további büntetésként eltiltotta őt a válogatott soron következő, Svédország elleni barátságos meccsétől, melyet 2000. február 23-án rendeztek.
2000 októberében a bajnoki címvédő SS Lazio szerződtette, ahol akkor már egy éve ott játszott Baggio korábbi csapattársa, Roberto Sensini is. Baggio fővárosban töltött időszaka nem sikerült túl jól, ugyanis mind a 2001-02-es, mind az azt követő bajnoki évadban alig kapott lehetőséget. 2003 nyarán Angliában merült fel a neve, előbb a Wolverhamptonnal tárgyalt, aztán végül a Blackburnhöz került kölcsönbe. Itt a menedzser Graeme Souness szokatlan poszton, csatárként számított rá, végül kilenc meccsen egy gólt szerzett. Visszatérése után a Lazio ismét kölcsönadta, ezúttal a frissen feljutott Anconának. Itt tizenöt bajnokin kétszer talált be, azonban az Anconán ez nem segített, ugyanis utolsóként zárta a szezont. Bár visszatért a Lazióhoz, ismét nem játszott, majd egy rövid trieszti időszak után vonult vissza. 2008-ban bejelentették, hogy Baggio visszatér, csapata pedig a szülővárosától nem messze fekvő Tombolo lesz, melynek edzője Baggio legelső trénere, Cesare Crivellaro volt. Végül egyetlen összecsapáson játszott a kiscsapatban.

### A válogatottban
Ifjúsági szinten Baggio megnyerte az U21-es Eb-t 1992-ben, Cesare Maldini irányítása alatt, majd ugyanebben az évben részt vett a barcelonai olimpián is. A felnőttválogatottban Arrigo Sacchi szövetségi kapitánysága idején mutatkozott be, 1991. december 21-én, egy Ciprus elleni győztes összecsapáson. A következő év februárjában, a portugálok ellen megszerezte első gólját is.
Az 1994-es vb selejtezőit végigjátszotta, majd Sacchi a világbajnokságra utazó keretbe is nevezte őt. A tornán nagyszerű párost alkotott névrokonával, Roberto Baggióval, ők ketten többször is döntő gólokat szereztek. Dino két találatot vállalt magára, először Norvégia ellen, amely győztes gólnak bizonyult, majd a negyeddöntőben, a spanyolok ellen, ami egy távoli lövésből született.
Ugyancsak részt vett az 1996-os Eb-n, valamint az 1998-as vb-n, utóbbi végül utolsó nagy tornája lett. Bár eredetileg benne volt Dino Zoff huszonhat fős keretében a 2000-es Eb-re is, az utolsó keretszűkítésnél kiszorult a csapatból. Válogatott mezben végül összesen hatvan összecsapáson lépett pályára, ezeken hétszer talált az ellenfelek kapujába.

## Karrierje statisztikái
| Klubstatisztikái | Klubstatisztikái | Klubstatisztikái | Bajnokság | Bajnokság | Kupa         | Kupa         | Ligakupa | Ligakupa | Nemzetközi | Nemzetközi | Összesen | Összesen |
| Szezon           | Klub             | Bajnokság        | Mérk.     | Gól       | Mérk.        | Gól          | Mérk.    | Gól      | Mérk.      | Gól        | Mérk.    | Gól      |
| Olaszország      | Olaszország      | Olaszország      | Bajnokság | Bajnokság | Coppa Italia | Coppa Italia | Ligakupa | Ligakupa | Európa     | Európa     | Total    | Total    |
| ---------------- | ---------------- | ---------------- | --------- | --------- | ------------ | ------------ | -------- | -------- | ---------- | ---------- | -------- | -------- |
| 1989/90          | Torino           | Serie B          | 3         | 0         |              |              |          |          |            |            |          |          |
| 1990/91          | Torino           | Serie A          | 25        | 2         |              |              |          |          |            |            |          |          |
| 1991/92          | Inter Milan      | Serie A          | 27        | 1         |              |              |          |          |            |            |          |          |
| 1992/93          | Juventus         | Serie A          | 32        | 1         |              |              |          |          |            |            |          |          |
| 1993/94          | Juventus         | Serie A          | 17        | 0         |              |              |          |          |            |            |          |          |
| 1994/95          | Parma            | Serie A          | 31        | 6         |              |              |          |          |            |            |          |          |
| 1995/96          | Parma            | Serie A          | 28        | 4         |              |              |          |          |            |            |          |          |
| 1996/97          | Parma            | Serie A          | 31        | 2         |              |              |          |          |            |            |          |          |
| 1997/98          | Parma            | Serie A          | 29        | 5         |              |              |          |          |            |            |          |          |
| 1998/99          | Parma            | Serie A          | 29        | 2         |              |              |          |          |            |            |          |          |
| 1999/00          | Parma            | Serie A          | 24        | 0         |              |              |          |          |            |            |          |          |
| 2000/01          | Lazio            | Serie A          | 25        | 1         |              |              |          |          |            |            |          |          |
| 2001/02          | Lazio            | Serie A          | 15        | 0         |              |              |          |          |            |            |          |          |
| 2002/03          | Lazio            | Serie A          | 4         | 0         |              |              |          |          |            |            |          |          |
| Anglia           | Anglia           | Anglia           | Bajnokság | Bajnokság | FA-kupa      | FA-kupa      | Ligakupa | Ligakupa | Európa     | Európa     | Összesen | Összesen |
| 2003/04          | Blackburn Rovers | Premier League   | 9         | 1         |              |              |          |          |            |            |          |          |
| Olaszország      | Olaszország      | Olaszország      | Bajnokság | Bajnokság | Coppa Italia | Coppa Italia | Ligakupa | Ligakupa | Európa     | Európa     | Összesen | Összesen |
| 2003/04          | Ancona           | Serie A          | 13        | 0         |              |              |          |          |            |            |          |          |
| 2004/05          | Lazio            | Serie A          | 0         | 0         |              |              |          |          |            |            |          |          |
| 2005/06          | Triestina        | Serie B          | 3         | 0         |              |              |          |          |            |            |          |          |
| Ország           | Olaszország      | Olaszország      | 336       | 24        |              |              |          |          |            |            |          |          |
| Ország           | Anglia           | Anglia           | 9         | 1         |              |              |          |          |            |            |          |          |
| Összesen         | Összesen         | Összesen         | 345       | 25        |              |              |          |          |            |            |          |          |

## Sikerei, díjai
- Kupagyőztes: 1998-99
- Szuperkupa-győztes: 1999
- UEFA-kupa-győztes: 1992-93, 1994-95, 1997-98
- U21-es Európa-bajnok: 1992
- Vb-ezüstérmes: 1994
- Mitropa-kupa-győztes: 1991